# Олеся Остафієва
Олеся Віталіївна Остафієва (нар. 8 серпня 1983, Донецьк) — українська журналістка, підприємиця, медіаменеджерка та письменниця. Співзасновниця ГО «Агентство журналістських досліджень», головна редакторка видання ProIT. Авторка книги «Кіра. Дорога додому».

## Життєпис
Олеся Остафієва народилася 8 серпня 1983 року у Донецьку.

### Освіта
У 2005 році закінчила Донецький національний університет імені Василя Стуса за спеціальністю «Українська мова та література». 
У 2011 році закінчила Державний торговельно-економічний університет за спеціальністю «Менеджмент».
У 2012 році навчалася в Українській школі політичних студій (проєкт Ради Європи в Україні).
2013 рік — стажування за програмою Стенфордського Університету «Таємниці успіху Кремнієвої Долини: теорія та практика інвестування у технологічні стартапи» — стажування у офісах компаній Facebook, Google, SAP SE, Stanford Innovation Centre, Opera etc.
У 2021 році була учасницею 4-го семінару «Бізнес і суспільство» за підтримки Асоціації випускників Aspen Ukraine Initiative. 2024 року — Woman Lidership Program для жінок топменеджерок та власниць бізнесу — спільна програма бізнес-школи Міжнародний інститут менеджменту (Київ, Україна) та IMD (Лозанна, Швейцарія).
 

### Кар’єра
У 2004–2006 роках — спецкореспондентка газети «Донбас» (Донецьк).
З 2006 по 2007 рік — оглядач ділової газети «Экономические известия».
У 2007–2010 роках працювала редактором відділу «Бізнес» газети Kyiv Weekly.
З 2010 по 2014 рік — речниця заступника голови Київської міської державної адміністрації.
У 2015–2016 роках — радниця з PR міністра екології України.
У 2017 році засновує власний бізнес — відьма-бар «Лиса гора», а згодом арт-бар «Хмільна муза».
У 2023 очолила редакцію нового технологічного видання ProIT.

## Журналістська діяльність
У 2006 році переїхала до Києва, де працювала в економічних виданнях «Экономические известия», Kyiv Weekly, «Експерт» та висвітлювала питання економіки та регуляторної політики.
З 2009 року перейшла в PR — була речницею заступника голови Київської міської державної адміністрації та згодом міністра екології. Під час роботи у Київській міській державній адміністрації була куратором благодійного муніципального проєкту «Київське благодійне товариство».
У 2023 році очолила редакцію нового технологічного видання ProIT. Є постійним автором видань New Voice, Українська правда, КиївВлада, де у власних експертних колонках висвітлює проблеми та виклики малого бізнесу, регуляторної та податкової політики, проблем окупованих територій.
Є співзасновницею ГО «Агентство журналістських досліджень» та учасницею проєкту для бізнес-спільноти Business StandUp.

## Книги
У 2024 році у видавництві «Наш Формат» вийшла автобіографічна книга Олесі Остафієвої «Кіра. Дорога додому». У квітні 2024 книга Остафієвої представила Україну на міжнародних майданчиках — одному з найбільших у світі Лондонському книжковому ярмарку та на Лейпцизькому книжковому ярмарку. Роялті від продажу книги Олеся спрямовує до фонду «Голоси дітей». 15 травня у столичній книгарні ReadEat відбулася офіційна презентація книги.